# Asunción Montijano
Asunción Montijano García (Lugo, 1906-Madrid, 15 de junio de 1973), fue una actriz española.

## Biografía
Nacida en Lugo en 1906. De familia de intérpretes hija de los actores José Montijano y Concepción García. Casada con el también actor Pedro Porcel y madre de la también actriz Marisa Porcel. Fue progresivamente dama joven, primera actriz y actriz de carácter, y obtuvo incontables éxitos.
Falleció en Madrid el 15 de junio de 1973 a consecuencia de una larga enfermedad hepática.
Su hermano Julio estuvo casado con la actriz de doblaje Matilde Conesa.

## Filmografía
- Piedras vivas (1956)
- Azafatas con permiso (1959)
- Historias para no dormir (1966-1968)